# Raoul-Albert-Louis Salan
Raoul-Albert-Louis Salan, francoski general, *10. junij 1899, † 1984.
Vrhovni poveljnik ekspedicijskega korpusa v Indokini in pozneje v Alžiriji, 1959-60 vojaški guverner Pariza. Zaradi javnega nasprotovanja alžirski politiki predsednika Charlesa de Gaulla je bil odstavljen, nato v eksilu, podpiral alžirski vojaški puč aprila 1961 in potem vodil OAS (Organisation de l´Armée Secrete). V odsotnosti je bil obsojen na smrt, po prijetju obsojen na dosmrtno zaporno kazen, 1968 izpuščen.
Bil je francoski general z največ odlikovanji.